# Fluoruro de sulfurilo
El fluoruro de sulfurilo es un compuesto inorgánico cuya fórmula es SO2F2. Es un gas de fácil condensación y tiene propiedades más similares al hexafluoruro de azufre que al cloruro de sulfurilo, ya que es resistente a la hidrólisis incluso hasta los 150 °C. Es un gas neurotóxico y de efecto invernadero pero se utiliza ampliamente como insecticida fumigante para el control de las termitas.

## Estructura, preparación y reacciones
Se trata de una molécula tetraédrica con una simetría de C2v. La distancia entre S-O es de 140,5 pm y entre S-F es de 153,0 pm. Como predijo la teoría VSEPR, el ángulo O-S-O está más abierto que el ángulo F-S-F, con 124° y 97°, respectivamente.
Una de las síntesis comienza con la preparación del fluorosulfito de potasio:
SO2 + KF → KSO2F
A continuación, esta sal se clora para obtener el fluoruro de cloruro de sulfurilo:
KSO2F + Cl2 → SO2ClF + KCl
Al calentar de nuevo a 180 °C el fluorosulfito de potasio con el fluoruro de cloruro de sulfurilo se consigue el resultado deseado:
SO2ClF + KSO2F → SO2F2 + KCl + SO2
Calentando las sales del fluorosulfonato metálico también se obtiene esta molécula:
Ba(OSO2F)2 → BaSO4 + SO2F2
Se puede preparar mediante la reacción directa del flúor con el dióxido de azufre:
SO2 + F2 → SO2F2
A escala de laboratorio, el fluoruro de sulfurilo se prepara fácilmente a partir del 1,1'-sulfonildiimidazol, utilizando fluoruro de potasio y ácido.
El fluoruro de sulfurilo no reacciona con el metal de sodio fundido. Del mismo modo, su hidrólisis es lenta, pero acaba convirtiéndose en trióxido de azufre.
El gas de fluoruro de sulfurilo es un precursor de los fluorosulfatos y los fluoruros de sulfamoilo:
SO2F2 + ROH + base → ROSO2F + Hbase+F−

## Uso como fumigante
Desarrollado originalmente por la empresa Dow Chemical, el fluoruro de sulfurilo se utiliza ampliamente como un insecticida fumigante para combatir a las termitas de la madera seca, sobre todo en las zonas de climas cálidos en el suroeste y sureste de Estados Unidos y en Hawai. También se utiliza con menos frecuencia para eliminar roedores, escarabajos del polvo, escarabajos del reloj de la muerte, escolitinos y chinches. Cada vez se utiliza más como sustituto del bromuro de metilo, que se retiró gradualmente por dañar la capa de ozono. Es una alternativa al uso de la fosfina, que es muy tóxica.

### Método de fumigación
Durante la aplicación, el espacio se cierra y se llena con el gas durante un periodo de tiempo que suele ser de al menos 16-18 horas, aunque a veces puede llegar hasta las 72 horas. Después, el espacio debe ventilarse, por lo general durante al menos 6 horas, antes de que los ocupantes puedan regresar. En California, la normativa establece que la instalación permanecerá abierta entre tres y cinco días, lo que incluye la ventilación. En EE. UU., el fluoruro de sulfurilo debe transportarse en un vehículo marcado con carteles de «Peligro de inhalación 2». La mayoría de los estados exigen una licencia o certificación para la persona que aplica el fumigante.
La concentración se vigila constantemente y se mantiene en el nivel especificado utilizando equipos electrónicos. También se comprueban las posibles fugas con detectores electrónicos de bajo alcance. Se permite el regreso al interior cuando la concentración es igual o inferior a 5 ppm. El fluoruro de sulfurilo es incoloro e inodoro, sin embargo, durante el proceso de fumigación, primero se libera en el edificio un producto de advertencia llamado cloropicrina para asegurarse de que no quedan ocupantes. La fumigación de interiores es el tratamiento más eficaz para exterminar las plagas tanto conocidas como desconocidas de los insectos que destruyen la madera. El calor es el único otro método aprobado para el tratamiento de estructuras completas contra las termitas en California. El fluoruro de sulfurilo no protege contra futuras infestaciones, aunque una reinfestación importante puede tardar varios años en producirse, ya que las termitas de la madera seca tienen un crecimiento más lento que las termitas del suelo.

## Peligros para la salud
La inhalación de fluoruro de sulfurilo es peligrosa y puede provocar irritación respiratoria, edema pulmonar, náuseas, dolor abdominal, depresión del sistema nervioso central, entumecimiento de las extremidades, contracciones musculares, convulsiones e incluso la muerte. Las exposiciones más altas se producen cuando las personas entran de forma ilegal en las zonas fumigadas o cuando la ventilación es insuficiente. Los estudios epidemiológicos muestran que los trabajadores de fumigación que utilizaron fluoruro de sulfurilo presentaron efectos neurológicos, que incluían una reducción del rendimiento en pruebas cognitivas y pruebas de memoria de patrones, y una reducción de la capacidad olfativa.

### Casos reales
En 1987, una pareja de ancianos estuvo expuesta a fluoruro de sulfurilo en su casa, que ya estaba autorizada para volver a entrar. Aunque la empresa de fumigación abrió las ventanas y las puertas y aireó la casa con ventiladores, no se midieron los niveles de fluoruro de sulfurilo. Tampoco se detectó cuando se tomaron muestras del aire 12 días después de haber ventilado. La pareja presentó síntomas de debilidad, náuseas y dificultad para respirar esa noche. El hombre sufrió una convulsión y murió al día siguiente. El estado de su mujer empeoró con un edema pulmonar, y murió tras una parada cardiovascular 6 días después.
En 2015, un niño de 10 años de edad tuvo daños cerebrales graves y perdió la función de su brazo y pierna izquierdos después de que su casa fuera afectada por un tratamiento con fluoruro de sulfurilo y una ventilación insuficiente, lo que dio lugar a una investigación penal por parte del Departamento de Justicia y el Departamento de Servicios Agrícolas y del Consumidor de Florida. Más tarde, dos trabajadores del control de plagas se declararon culpables de los cargos por el uso indebido del pesticida que provocó el envenenamiento del niño, y fueron condenados cada uno a un año de prisión.
En 2016, un hombre de 24 años que supuestamente entró en un apartamento que estaba siendo fumigado en Fremont (California) para cometer un robo se expuso al fluoruro de sulfurilo y a la cloropicrina falleciendo poco después. Según un agente de policía, experimentaba dificultades para respirar y estaba sudando antes de desplomarse a pocos pasos de la ventana del primer piso del apartamento que al parecer había robado.

## Gases de efecto invernadero
Basándose en las primeras mediciones atmosféricas in situ de alta frecuencia y precisión realizadas en el aire almacenado, el fluoruro de sulfurilo tiene una vida útil en la atmósfera de 30-40 años, mucho más que los 5 años que se habían previsto anteriormente.
Según los informes, el fluoruro de sulfurilo es un gas de efecto invernadero que es unas 4000-5000 veces más eficaz a la hora de captar la radiación infrarroja (por kg) que el dióxido de carbono (por kg). La cantidad de fluoruro de sulfurilo que se libera a la atmósfera es de unas 2000 toneladas al año. El principal proceso por el que se pierde el fluoruro de sulfurilo es la disolución del fluoruro de sulfurilo atmosférico en el océano, a la que sigue la hidrólisis.